# Végszentmihály
Végszentmihály (szerbül Локве / Lokve, románul Sânmihai) falu Szerbiában, a Vajdaságban, a Dél-bánsági körzetben. Közigazgatásilag Alibunár községhez tartozik.

## Fekvése
Alibunártól északkeletre, Újsándorfalva délkeleti szomszédjában fekvő település.

## Története
A falu már a középkorban is fennállt, Szent-Mihály néven, mely azonban a török hódoltság alatt elpusztult. Az egykori Szent-Mihály a mai községtől északra feküdt, nyomai még ma is kivehetők.
Gróf Mercy 1723-1725-ös térképén St. Mihall alakban, a verseczi kerületben, lakatlan helyként volt feltüntetve.
Az 1761. évi katonai térképen St. Miskol néven szerepelt; ekkor már lakott helység volt és a verseczi kerülethez tartozott.
Később, 1768-1773 között a katonai határőrvidékhez, majd 1872-ben pedig Torontál vármegyéhez csatolták.
1872-től 1882-ig szinte évente árvíz pusztította a határát.
A végszentmihályi és az alibunári határok között vonul végig az egykori római sánc.
1910-ben  4007 lakosából 17 fő magyar, 28 fő német, 6 fő szlovák, 3992 fő román, 25 fő szerb, 27 fő egyéb anyanyelvű volt. Ebből 40 fő római katolikus, 3 fő görögkatolikus, 7 fő ág. hitv. evangélikus, 3899 fő görögkeleti ortodox, 6 fő izraelita, 140 fő egyéb (felekezeten kívüli "nazarénus") vallású volt. A lakosok közül 1668 fő tudott írni és olvasni, 91 lakos tudott magyarul.
A trianoni békeszerződés előtt Torontál vármegye Alibunári járásához tartozott.

## Népesség

### Demográfiai változások
| 1948 | 1953 | 1961 | 1971 | 1981 | 1991 | 2002 | 2011 |
| ---- | ---- | ---- | ---- | ---- | ---- | ---- | ---- |
| 4184 | 4246 | 4243 | 3826 | 3511 | 2973 | 2002 | 1772 |

## Nevezetességek

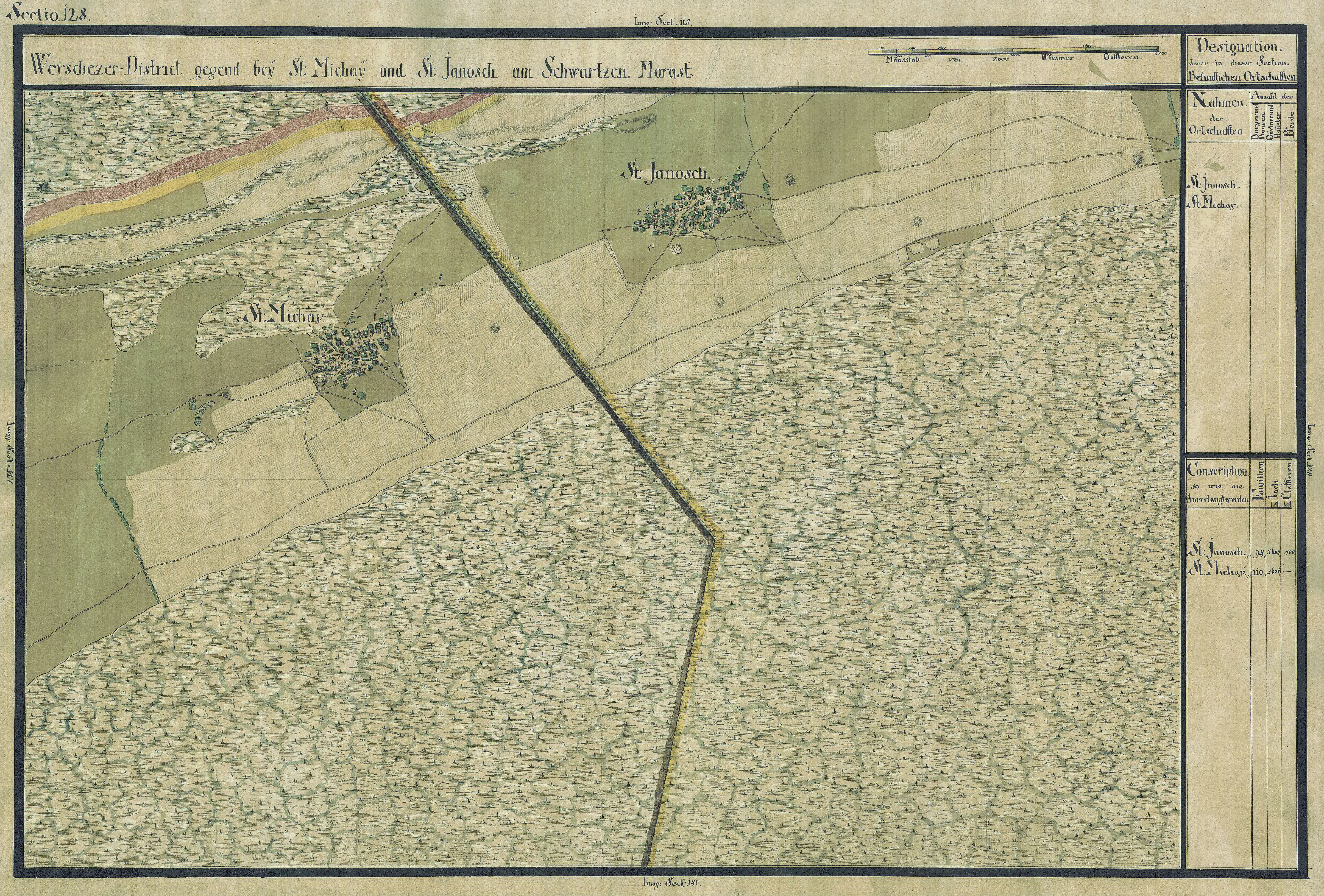
Végszentmihály egy régi térképen

- Görögkeleti temploma - 1814-ben épült